# 唐斯庆
唐斯庆（1956年—），四川富顺人，汉族，中华人民共和国政治人物、第十二届全国人民代表大会贵州地区代表。
毕业于贵州工学院发电厂及电力系统专业。加入中国共产党。2013年，担任全国人大代表。